# Attentat du pont de Bir-Hakeim
L'attentat du pont de Bir-Hakeim est une attaque au couteau et au marteau perpétrée le 2 décembre 2023, sur et à proximité du pont de Bir-Hakeim, à Paris. Le suspect est Armand Rajabpour-Miyandoab, Iranien devenu français en 2002, connu des services de renseignement pour islam radical et déjà condamné pour un projet d'attentat terroriste. Il est arrêté après les faits.
Les victimes sont un homme ayant la double nationalité allemande et philippine, tué à coups de couteau, ainsi qu'un expatrié britannique et un Français, blessés à coups de marteau.

## Contexte
L'attentat a lieu dans un contexte de tensions élevées en France et à Paris en particulier ; suite de la guerre entre l'État d'Israël et le Hamas, conséquence des attaques de celui-ci contre Israël le 7 octobre 2023, un des motifs cités par le terroriste pour justifier son attaque.

## Déroulement des faits
Le 2 décembre 2023, à 21 h 02 (UTC+1), Armand Rajabpour-Miyandoab publie sur son compte Twitter une vidéo de revendication, dans laquelle il déclare son allégeance à l’État islamique.
Quelques minutes après, il passe à l'acte en agressant un groupe de trois touristes d'origine philippine, poignardant l'un d'entre eux au dos et à l'épaule,. Il menace ensuite la petite amie de celui-ci mais un chauffeur de taxi intervient, provoquant sa fuite de l'autre côté du pont de Bir-Hakeim.
À 21 h 15, la police nationale est prévenue par une automobiliste ayant constaté un important mouvement de foule à proximité de la scène de crime. Deux équipages de police secours des commissariats des 15e et 7e arrondissements de Paris partent alors à la poursuite du terroriste. Sur l'autre rive de la Seine, il agresse une famille d'expatriés britanniques, assénant un violent coup de marteau à l'œil droit du patriarche sexagénaire,.
À 21 h 28, les policiers localisent l'assaillant au niveau du 14, rue d'Ankara. Pris en chasse, celui-ci fait alors demi-tour, agressant au passage un sexagénaire français, qui reçoit un coup de marteau à la pommette gauche,.
À 21 h 30, Armand Rajbpour-Miyandoab se retrouve coincé par plusieurs policiers en bas de l'avenue du Parc-de-Passy. Selon Le Parisien, il les menace avec son marteau et crie « Allāhu ʾakbar ». Il déclare également être porteur d'une ceinture explosive, ce qui n'est pas vrai.
À 21 h 31, il est immobilisé par le second tir de taser du brigadier-chef Gérard avant d'être menotté,,.
Selon le ministre de l'Intérieur, Gérald Darmanin, il aurait « simplement dit aux policiers qui venaient de l'interpeller qu'il ne pouvait plus supporter […] que les musulmans meurent, tant en Afghanistan qu'en Palestine ».

## Suspect
Le suspect est connu des services de renseignement. Armand Rajabpour-Miyandoab (se prénommant Iman jusqu'en 2003), fiché S, de nationalités française et iranienne,, né le 21 mars 1997 à Neuilly-sur-Seine de parents iraniens non musulmans,. Il résidait au domicile de ses parents à Puteaux (Hauts-de-Seine) ou dans l'Essonne,.
Il s'est converti à l'islam en 2015 et il a déjà été interpellé par la DGSI le 29 juillet 2016, alors qu'il est soupçonné de vouloir commettre une action violente à La Défense. Il est condamné, en 2018, à cinq ans de prison ferme dont un an avec sursis pour association de malfaiteurs terroriste, une peine qu’il a purgée. L'enquête avait déterminé qu'il communiquait également beaucoup en ligne avec d'autres islamistes, dont Maximilien Thibaut, un djihadiste du groupe Forsane Alizza qui a ensuite rejoint Daech et est depuis mort, et deux autres terroristes ayant commis des attentats en France : Larossi Abballa auteur du double assassinat du 13 juin 2016 à Magnanville, et Adel Kermiche l'un des deux hommes qui a perpétré l'attentat de l'église de Saint-Étienne-du-Rouvray, sans pour autant être proches d'eux.
Selon Gérald Darmanin, Armand Rajabpour-Miyandoab est sorti de prison en 2020, il était « suivi administrativement par la DGSI », il souffrait de « troubles psychologiques » et était « sous traitement ».

## Victimes
La victime décédée est un jeune touriste allemand né en 1999, indique le ministre de l'Intérieur. Les deux blessés sont un Français, âgé d'une soixantaine d'années, et un touriste britannique, blessés au marteau,.
Le lendemain de l'attaque, le ministre de la Santé, Aurélien Rousseau déclare que les deux victimes blessées sont hors de danger : « Elles ont des traumatismes superficiels, par contre elles auront des traumatismes psychologiques qui vont être immenses ».
| Nom                     | Situation | Âge    | Infos |
| ----------------------- | --------- | ------ | --- |
| Collin Christian Bröter | Décédé    | 23 ans | Ressortissant germano-philippin. Originaire de la province de La Union, où il a effectué ses études d'infirmier, il travaillait depuis janvier 2023 dans une maison de retraite à Uelzen en Allemagne. Au moment de l'attaque, il était en voyage à Paris depuis deux semaines et prévoyait d'y fêter son 24e anniversaire le 6 décembre 2023,. |
| Melvyn J. Cummings      | Blessé    | 65 ans | |
| Thierry                 | Blessé    | 60 ans | |

## Enquête
Selon les premiers éléments de l'enquête, l'assaillant a prononcé les mots « Allah akbar » pendant qu'il passait à l'acte. « Il a déclaré aux policiers qu'il ne supportait plus que des musulmans meurent, tant en Afghanistan qu'en Palestine », explique Gérald Darmanin lors d'un point presse. Il aurait aussi déclaré qu'il « en voulait » pour « ce qui se passait à Gaza » et que la France serait « complice de ce que faisait Israël ».
Le parquet national antiterroriste (PNAT) indique à l’Agence France-Presse (AFP) avoir ouvert une enquête pour assassinat et tentative d’assassinat en relation avec une entreprise terroriste et pour association de malfaiteurs terroriste criminelle.
Le parquet fédéral allemand annonce le 4 décembre 2023 ouvrir une enquête. L'enquête allemande, justifiée par la nationalité allemande de la victime, se déroulera parallèlement à l'enquête française.

## Réactions

### En France
Emmanuel Macron a adressé toutes ses « condoléances à la famille et aux proches du ressortissant allemand décédé ce soir lors de l’attaque terroriste survenue à Paris et pense avec émotion aux personnes actuellement blessées et prises en charge ».
« Soutien aux victimes de l’attaque au couteau qui vient de se produire à Paris. Merci à nos courageux policiers qui ont interpellé l’individu qui s’en prenait à des passants », a commenté Éric Ciotti.
Jordan Bardella s’est interrogé sur le parcours du suspect : « Demain matin, les Français se demanderont comment un homme fiché, déjà condamné pour avoir planifié un attentat, cas psychiatrique notoire, dans le contexte actuel, ait pu se promener librement et armé un samedi soir dans les rues de Paris. Et ils auront raison de s’interroger. ».
Manuel Bompard, coordinateur de La France insoumise, demande à « ne pas donner de signification politique générale » à cet acte « d'une personne qui est manifestement déséquilibrée ».
Selon Aurelien Breeden du New York Times, l'affaire a ravivé les craintes d'une recrudescence des attaques terroristes islamistes en France.

### À l'étranger
Nancy Faeser, ministre allemande de l'Intérieur, dénonce « un crime abominable » et ajoute que « l'Allemagne lutte côte à côte avec la France contre le terrorisme islamiste. Nos services de sécurité travaillent en étroite collaboration. »
Le chancelier Olaf Scholz se dit « bouleversé par l'attaque terroriste à Paris qui a tué un Allemand et blessé plusieurs personnes. »
Annalena Baerbock, ministre allemande des Affaires étrangères, adresse ses condoléances à la famille de Collin Christian Bröter, ressortissant allemand tué dans l'attentat.
Selon Christophe Bourdoiseau, correspondant à Berlin pour Libération, la mort d'un citoyen allemand ravive les craintes du terrorisme en Allemagne, à la suite de l’attentat meurtrier du marché de Noël de Berlin du 19 décembre 2016 et à l'arrestation en novembre 2023 de deux hommes soupçonnés d’avoir planifié un attentat sur un marché de Noël à Leverkusen.
Ylva Johansson, commissaire européenne chargée des Affaires intérieures, déclare avant le début d’une réunion des ministres de l'Intérieur de l'UE à Bruxelles le mardi 5 décembre : « Avec la guerre entre Israël et le Hamas et la polarisation qu'elle provoque dans notre société, avec la période des fêtes qui approche, le risque d'attaques terroristes dans l'Union européenne est énorme ». Elle annonce « débloquer 30 millions d'euros supplémentaires pour renforcer la protection, par exemple, des lieux de culte »,.